# Totsholmen
Totsholmen est une île norvégienne du comté de Hordaland appartenant administrativement à Bømlo.

## Description
Rocheuse et désertique, à fleur d'eau, elle sétend sur environ 293 m de longueur pour une largeur approximative de 278 m.